# Oktober 2017
Dit artikel geeft een chronologisch overzicht van de belangrijkste gebeurtenissen per dag van de maand oktober in het jaar 2017.

## Gebeurtenissen

### 1 oktober
- In Catalonië wordt een illegaal referendum gehouden over wel of geen onafhankelijkheid. De Spaanse Guardia Civil probeert te verhinderen dat er gestemd wordt. Bij het geweld vallen honderden gewonden. Van de ruim 2,2 miljoen mensen die stemmen, kiest 90 procent voor de onafhankelijkheid van de Spaanse regio.
- Voor het eerst wordt een homohuwelijk in Duitsland voltrokken. De plechtigheid is in Berlijn.
- Op het station Saint-Charles van Marseille steekt een man met een mes twee vrouwen dood. Daarna wordt hij zelf door militairen doodgeschoten. IS eist de aanslag op.[1]
- In Las Vegas opent een man het vuur op bezoekers van een openluchtconcert. Er vallen 59 doden, inclusief de dader, en meer dan 500 gewonden.
- Judoka Kim Polling verovert in Almere haar derde Nederlandse titel. In de klasse tot 70 kilogram verslaat ze in de finale Natascha Ausma met waza-ari. Polling doet voor de eerste keer in zes jaar weer eens mee aan de NK.

### 2 oktober
- De Nobelprijs voor de geneeskunde valt dit jaar toe aan de biologische klok. Jeffrey Hall, Michael Rosbash en Michael Young winnen de beroemde wetenschappelijke onderscheiding voor hun ontrafeling van het moleculaire mechanisme achter het ritme waarmee mensen waken en slapen.
- De gemeente Den Helder spant een kort geding aan tegen kunstenaar Rob Scholte, die sinds 2013 een eigen museum heeft in de stad. De gemeente wil dat Scholte vertrekt uit het voormalig postkantoor waar het museum gevestigd is en de kunstenaar met zijn gezin woont.
- Greenpeace start een online petitie tegen Coca-Cola. De frisdrankgigant wordt hierin opgeroepen te stoppen met het produceren van flessen die gemaakt zijn van wegwerpplastic.
- Cabaretier Jan Beuving wint de prijs Neerlands Hoop, de kleinkunstprijs voor de meest veelbelovende cabaretier.

### 3 oktober
- Minister Jeanine Hennis van Defensie treedt af. In de Tweede Kamer neemt zij na een urenlang debat de politieke verantwoordelijkheid voor de nalatigheden in de Defensie-organisatie die vorig jaar leidden tot de dood van twee militairen in Mali. Commandant der Strijdkrachten Tom Middendorp neemt ook ontslag.
- Het kabinetsvoorstel om de termijn voor het verkrijgen van het Nederlanderschap te verlengen van vijf naar zeven jaar, sneuvelt in de Eerste Kamer.
- Kinderboekenschrijver Koos Meinderts wint de Gouden Griffel voor het beste kinderboek van het afgelopen jaar voor Naar het noorden, een jeugdroman over de Tweede Wereldoorlog.
- Twee Nederlandse turners plaatsen zich voor de finale van de WK turnen in Montréal op het onderdeel rekstok: oud-wereldkampioen Epke Zonderland en Bart Deurloo.

### 4 oktober
- De toespraak van Theresa May op het partijcongres van de Britse Conservatieven in Manchester ontaardt in een lijdensweg voor de Britse premier. Een komiek overhandigt haar een ontslagdocument en daarna raakt ze haar stem kwijt.
- Het regeerakkoord is zo goed als klaar. Daarin staat onder meer dat het nieuwe kabinet kleine werkgevers gaat stimuleren om sneller mensen in vaste dienst te nemen. Kleinere bedrijven hoeven straks minder lang loon door te betalen als een werknemer door ziekte uitvalt.
- De Arnhemse gemeentepolitiek wordt geplaagd door "beledigingen en grof taalgebruik, intimidatie en schofferen". Dat constateert een onafhankelijke commissie die de bestuurlijke chaos in de Gelderse hoofdstad heeft onderzocht.
- De Nationale Politie wordt steeds diverser. Van de nieuwe aanwas van zevenhonderd aspirant-agenten op de Politieacademie heeft dit jaar 25 procent een migratieachtergrond, schrijft de Volkskrant.

### 5 oktober
- Hollywood-producer en Oscar-winnaar Harvey Weinstein raakt in opspraak na een artikel in The New York Times. De krant schrijft dat Weinstein tijdens zijn lange carrière tal van vrouwen, onder wie de actrice Ashley Judd, seksueel heeft lastiggevallen.
- Directeur Wim van Limpt van Buma/Stemra heeft tienduizenden euro's uitgegeven aan onder meer businessclass vliegtickets, hotels, etentjes, een peperduur golfabonnement en een nieuwe inrichting van zijn kantoor. Dat meldt de Volkskrant.
- Er komt een aanvullend onderzoek naar de aanrijding voor het Centraal Station in Amsterdam, waarbij in juni zeven voetgangers gewond raakten. Op verzoek van het Openbaar Ministerie gaat een medisch deskundige na of het gedrag van de verantwoordelijke autobestuurder te verklaren valt door zijn te lage bloedsuikerspiegel.
- Wereldwijd worden sporen van pesticiden aangetroffen in honing. Het gaat om neonicotinoïden, een klasse landbouwbestrijdingsmiddelen die schadelijk is voor bijen maar onschadelijk voor de mens.
- Eberhard van der Laan, burgemeester van Amsterdam, overlijdt op 62-jarige leeftijd aan de gevolgen van longkanker.

### 6 oktober
- IJsland is een financieel schandaal rijker, nu blijkt dat de huidige premier aan de vooravond van de bankencrisis zijn eigen geld mogelijk met voorkennis heeft veiliggesteld. Vlak voordat de IJslandse staat een noodlijdend investeringsfonds overnam, verkocht Bjarni Benediktsson zijn belangen in het fonds.
- In Rwanda wordt een prominente criticus van president Paul Kagame voor de rechter gebracht op beschuldiging van het aanzetten tot een opstand tegen de staat. De 35-jarige Diane Rwigara, die voor de presidentsverkiezingen werd uitgesloten van deelname, wordt ook aangeklaagd voor valsheid in geschrifte.
- Nelleke Vedelaar wint de opvolging van Hans Spekman als PvdA-voorzitter met 62,5 procent van de stemmen. Ze verslaat het duo Astrid Oosenbrug en Gerard Oosterwijk.
- In India begint de zeventiende editie van het WK voetbal voor spelers onder 17 jaar. Nigeria is de regerend kampioen.

### 7 oktober
- Tienduizenden Spanjaarden gaan de straat op om de crisis over een eenzijdige afsplitsing van Catalonië te bezweren. De betogers, in Barcelona in het wit gekleed en met witte ballonnen, scandeerden voor het stadhuis leuzen als 'minder haat', 'meer dialoog' en 'minder testosteron'. Ook in Madrid wordt gedemonstreerd. De betogers roepen in beide steden op tot vreedzaam overleg.
- Het nieuwe kabinet doorbreekt de politieke patstelling in de al decennialang slepende discussie over het Nederlandse gedoogbeleid van softdrugs. Er komen plantages onder staatstoezicht, waarvan maximaal tien gemeenten de komende vier jaar wiet mogen afnemen.
- Het Nederlands voetbalelftal gaat het WK voetbal in Rusland missen. Oranje wint in Borisov met 3-1 van Wit-Rusland, maar die uitslag steekt schril af tegen de 8-0 van Zweden tegen Luxemburg.
- Het Nigeriaans voetbalelftal plaatst zich dankzij een 1-0 overwinning in eigen huis op Zambia voor het WK voetbal 2018 in Rusland.
- De Noorse voetbalbond betaalt mannelijke en vrouwelijke internationals voortaan evenveel. Alle spelers van de nationale elftallen kunnen dezelfde premies tegemoet zien voor hun prestaties in de nationale elftallen.

### 8 oktober
- Een onbedoelde eenarmige zwaai kost Epke Zonderland de gouden medaille in de rekstokfinale van de WK turnen in Montréal. Hij wordt tweede, landgenoot Bart Deurloo derde.
- In Barcelona gaan honderdduizenden mensen de straat op om te protesteren tegen de onafhankelijkheid van Catalonië. Op verzoek van de Catalaanse burgerorganisatie SCC dragen de demonstranten Spaanse, Catalaanse en Europese vlaggen om eenheid uit te stralen.
- De Turkse officier van justitie eist tot 15 jaar cel voor de directeur en tien andere medewerkers van Amnesty International in Turkije.
- Ruim 140 duizend Balinezen zijn gevlucht voor de dreigende uitbarsting van de vulkaan Gunung Agung.

### 9 oktober
- Het nieuwe kabinet-Rutte III schrapt de dividendbelasting van 15 procent. Dat is de belasting die bedrijven betalen op de winst die ze aan hun aandeelhouders uitkeren. Hiermee hoopt het kabinet buitenlandse bedrijven en investeerders naar Nederland te lokken.
- Jeroen Dijsselbloem blijft nog drie maanden voorzitter van de Eurogroep, het invloedrijke gezelschap van Europese ministers van Financiën. Hij krijgt de unanieme steun van de eurocollega's om zijn mandaat tot 13 januari af te maken. Hij is dan vijf jaar Eurogroepvoorzitter geweest.
- De politie pakt een verdachte op in verband met de vermissing van de 25-jarige Anne Faber. Het betreft een 27-jarige man, die verbleef in een forensisch psychiatrische afdeling van een kliniek in Den Dolder.

### 10 oktober
- Het regeerakkoord van het kabinet-Rutte III wordt gepresenteerd, na een recordlange formatie van meer dan 200 dagen.
- Harvey Weinstein, een van de machtigste mannen van Hollywood, wordt na een reeks beschuldigingen van seksuele intimidatie ook beticht van verkrachting. In het tijdschrift The New Yorker beschuldigen drie vrouwen de filmproducer daarvan.
- Het Nederlands voetbalelftal behaalt een nutteloze 2-0 zege op directe concurrent Zweden in de afsluitende WK-kwalificatiewedstrijd. Arjen Robben speelt zijn laatste wedstrijd voor het uitgeschakelde Oranje.
- De Catalaanse premier Carles Puigdemont roept in een toespraak in het parlement in Barcelona de onafhankelijkheid niet uit, maar vraagt wel om een mandaat dat te doen. Hij beklemtoont dat de conflicten met Spanje met onderhandelingen moeten kunnen worden opgelost.

### 11 oktober
- Als het parlement het raadgevend referendum intrekt, kunnen burgers dit dwarsbomen met een referendum. Want ook een intrekkingswet is 'referendabel', stelt de Raad van State, de hoogste juridisch adviseur van de regering.
- Het geduld van de Spaanse regering met Catalonië raakt op. De Spaanse premier Mariano Rajoy vraagt Catalonië om opheldering: is de onafhankelijkheid nu uitgeroepen of niet?
- De Amsterdamse politie schiet een man dood in het Limburgse Roosteren. Samen met een aantal andere verdachten wilde hij een helikopter gebruiken om een veroordeelde uit de gevangenis in Roermond te bevrijden.
- Panama plaatst zich voor het eerst in de geschiedenis voor het WK voetbal. De ploeg uit Centraal-Amerika wint de laatste kwalificatiewedstrijd tegen Costa Rica met 2-1. De doelpuntenmakers van Panama zijn Román Torres en Gabriel Torres.

### 12 oktober
- In het Horsterwold bij Zeewolde wordt het lichaam van de 25-jarige Anne Faber, die sinds 29 september werd vermist, gevonden en geïdentificeerd. Ze blijkt op onnatuurlijke wijze om het leven te zijn gekomen. (Lees verder)
- Door overstromingen en aardverschuivingen in Noord- en Midden-Vietnam zijn de afgelopen week zeker 54 doden gevallen. Tientallen mensen worden vermist.[2]
- Syriëgangster Laura H. (21) hoeft niet meer terug de cel in. Het Openbaar Ministerie eist 35 maanden gevangenisstraf tegen de Zoetermeerse, waarvan 24 voorwaardelijk. H. bracht al 12 maanden door in de zwaarbeveiligde terroristenafdeling in Vught.
- Shell neemt 30 duizend oplaadpunten voor elektrische auto's over in Nederland.

### 13 oktober
- Aysel Erbudak, voormalig bestuursvoorzitter van het Amsterdam Slotervaartziekenhuis, moet eind november voor de rechter in Amsterdam verschijnen. Justitie vervolgt Erbudak wegens verduistering en valsheid in geschrifte. Ze zou ruim 1,2 miljoen euro van het ziekenhuis verduisterd hebben.
- Het dodental als gevolg van de bosbranden die Californië al een week teisteren, loopt op tot 31. Volgens de autoriteiten gaat het om de dodelijkste branden die de Amerikaanse staat tot nu toe heeft meegemaakt.
- Duizenden Amsterdammers komen naar het Concertgebouw om afscheid te nemen van hun geliefde burgemeester Eberhard van der Laan.
- De vier grootste Amerikaanse banken boeken in het derde kwartaal van dit jaar samen meer dan 20 miljard dollar winst. In totaal verdienden ze 21 miljard dollar (18,6 miljard euro).

### 14 oktober
- Bij een aanslag met een vrachtauto vol explosieven in de Somalische hoofdstad Mogadishu vallen meer dan 300 doden. De aanslag wordt toegeschreven aan Al-Shabaab en is de dodelijkste sinds het begin van de "heilige oorlog" in 2007.[3]
- Achttien Amerikaanse staten stappen naar de rechter om te voorkomen dat de Amerikaanse regering stopt met subsidies aan zorgverzekeraars waarmee ze de kosten van Obamacare kunnen drukken.
- Team AkzoNobel begint niet met schipper Simeon Tienpont aan de Volvo Ocean Race wegens "contractbreuk".

### 15 oktober
- Bij de grootste natuurbranden ooit in het noorden van de Amerikaanse staat Californië blijken 40 doden te zijn gevallen. Met name Santa Rosa is zwaar getroffen. De materiële schade wordt direct na de ramp geschat op 3 miljard dollar.[4]
- In Oostenrijk vinden de 22e verkiezingen van de Nationale Raad plaats. De ÖVP komt met 31,7 procent van de stemmen als winnaar uit de bus.
- Abdi Nageeye verbetert in de marathon van Amsterdam het tien jaar oude Nederlands record op de marathon van Kamiel Maase: 2.08.16. Maase deed in 2007 vijf seconden langer over de klassieke afstand.
- In Portugal worden verspreid over het land 523 branden geteld. Er vallen zeker 35 doden en 56 gewonden, van wie zestien zich in ernstige toestand bevinden. In juni vond de dodelijkste brand uit de Portugese geschiedenis plaats, met 64 doden.

### 16 oktober
- De bekendste onderzoeksjournalist van Malta komt om het leven als een krachtige bom haar auto opblaast. Daphne Caruana Galizia (53) viel in haar populaire blogs onder anderen de Maltese premier Joseph Muscat aan.
- Legertroepen van de Iraakse regering heroveren zonder veel tegenstand de stad Kirkoek op de Peshmerga.
- In de Filipijnse stad Marawi worden de jihadistische kopstukken Isnilon Hapilon en Omar Maute gedood.[5]
- In Ierland komen drie mensen om door de tropische orkaan Ophelia. Het natuurgeweld zorgt ervoor dat het trein- en vliegverkeer geheel stil komt te liggen. 350 duizend bedrijven en huishoudens komen zonder stroom te zitten.
- Malmö FF verzekert zich in de Zweedse voetbalcompetitie van de twintigste landstitel. De ploeg van trainer Magnus Pehrsson wint bij IFK Norrköping met 3-1, na een achterstand van 0-1 bij rust.

### 17 oktober
- Voor de derde keer blokkeert een Amerikaanse rechter het inreisverbod dat president Donald Trump probeert op te leggen aan inwoners van moslimlanden. De presidentiële maatregel is volgens de rechter tegelijk te breed en niet breed genoeg.
- De Man Booker Prize voor de beste Engelstalige roman wordt toegekend aan George Saunders voor zijn roman Lincoln in the Bardo. Hij troeft daarmee een gelauwerd schrijver als Paul Auster en diverse malen eerder genomineerde auteurs als Ali Smith en Hamid Mohsin af.
- Als eerste grote Nederlandse bank gaat ABN Amro flitsbetalingen naar andere eurolanden mogelijk maken. Geld dat wordt overgemaakt, staat dan binnen tien seconden op de rekening van de ontvanger.

### 18 oktober
- Staatssecretaris Sharon Dijksma van Infrastructuur laat de milieueffectrapportage (MER) van Schiphol opnieuw onderzoeken. Dat blijkt uit een brief van de bewindsvrouw aan Schiphol en de Omgevingsraad.
- President Vladimir Poetin krijgt volgend jaar bij de Russische presidentsverkiezingen concurrentie van Ksenia Sobtsjak, een kritische televisiepresentatrice en societyfiguur. Sobtsjak maakt via Instagram bekend dat ze aan de verkiezingen wil meedoen onder het motto "tegen allemaal".
- Een medewerkster van de Rotterdamse politie dient een klacht in over het hoofddoekverbod bij de Nationale Politie. De administratief medewerkster wil graag buitengewoon opsporingsambtenaar (boa) worden, maar mag daarvoor geen uniform dragen in combinatie met haar hoofddoek. Volgens de medewerkster belemmert de huidige kledingscode haar carrièremogelijkheden binnen de politie.
- Een Duits onderzoeksteam toont aan dat het aantal insecten dramatisch is gedaald. Dat is reden tot grote zorg, vinden biologen en ecologen.

### 19 oktober
- Justitie eist tegen de Rotterdammer Jaouad A. (31) acht jaar cel wegens het voorbereiden van een terroristische aanslag in Nederland. In december 2016 werden in de bergruimte van A.'s woning een kalasjnikov met pantserdoorborende munitie en een aanzienlijke hoeveelheid illegaal vuurwerk aangetroffen.
- Kirsten Wild wint op de afvalkoers voor vrouwen de gouden medaille bij de EK baanwielrennen. Haar laatst overgebleven opponent, de Russin Jevgenia Augustinas, geeft het al op met nog een ronde te gaan.
- Opnieuw laat een wolf zich zien in Nederland, dit keer op de Veluwe. Experts van Wolven in Nederland en het Lupus Institut in Duitsland stellen op basis van fotomateriaal vast dat het gesignaleerde dier inderdaad een wolf is. Het is de derde keer dit jaar dat een wolf zich over de Duitse grens waagt.
- Rabah Madjer, de voetballer van de befaamde hakbal in 1987, keert terug als bondscoach van zijn vaderland Algerije. Hij is de opvolger van de Spanjaard Lucas Alcaraz, die werd ontslagen wegens de slechte resultaten in de WK-kwalificatie.
- Een bezoeker van de Santa Croce-basiliek in Florence wordt dodelijk getroffen door een vallend stuk steen.

### 21 oktober
- In Tsjechië behaalt miljardair Andrej Babiš met zijn partij Actie Ontevreden Burgers 29,64% van de stemmen bij de kamerverkiezingen. De Tsjechische Sociaaldemocratische Partij van uittredend premier Bohuslav Sobotka verliest meer dan de helft van zijn zetelaantal en komt qua aantal stemmen niet verder dan een zesde plaats.

### 26 oktober
- Bij een explosie in een vuurwerkfabriek in de Indonesische stad Tangerang vallen minstens 47 doden.

### 27 oktober
- Het Catalaans parlement roept eenzijdig de Catalaanse onafhankelijkheid uit. Regiopresident Carles Puigdemont wordt nog diezelfde avond door de Spaanse centrale regering ontslagen, evenals de hele Catalaanse regering.
- Frank de Wit wint de gouden medaille in de Grand Slam van Abu Dhabi. In de klasse tot 81 kilogram verslaat de Nederlander in de finale Uuganbaatar Otgonbaatar uit Mongolië. Kim Polling uit Zevenhuizen moet genoegen nemen met de zilveren medaille. De drievoudig Europees kampioene verliest in de finale van de klasse tot 70 kg van Anna Bernholm.

### 28 oktober
- Judoka Tessie Savelkouls wint het grandslamtoernooi van Abu Dhabi. De Nederlandse is in de finale in de klasse boven 78 kilogram net wat beter dan de Azerbeidzjaanse Iryna Kindzerska.

### 29 oktober
- Bij de IJslandse parlementsverkiezingen verliest de regerende Onafhankelijkheidspartij van premier Bjarni Benediktsson bijna een kwart van haar zetels. Coalitiepartner Heldere Toekomst verdwijnt geheel uit het parlement van IJsland.

### 31 oktober
- In de New Yorkse wijk Manhattan rijdt een 29-jarige Oezbeek met een pick-uptruck in op een groep mensen. Hierbij vallen 8 doden en meerdere gewonden.[6]
- Georges Leekens wordt de nieuwe bondscoach van Hongarije. De oud-bondscoach van België, Algerije en Tunesië volgt Bernd Storck op. De Duitser werd ontslagen, nadat hij zich niet wist te plaatsen voor het WK voetbal 2018.

## Overleden
← · januari · februari · maart · april · mei · juni · juli · augustus · september · oktober · november · december ·  →